# Георгий Афонский
Георгий Мтацминдели (груз. გიორგი მთაწმინდელი, გიორგი ათონელი, известен также как Георгий Иверский, Георгий Святогорец или Георгий Атонели, 1009, Триалети — 27 июня 1065, Афины) — грузинский монах, автор духовных сочинений, переводчик. Перевёл ряд книг Библии на грузинский язык. Фактически, был связующим звеном между Грузией и Византией. Именования «Мтацминдели» (Святогорец) и «Атонели» (Афонский) указывают на его принадлежность афонскому Иверскому монастырю, где он был настоятелем. Один из самых почитаемых грузинских святых.

## Биография
Родился в южной Грузии в аристократической семье. В возрасте семи лет был отправлен на обучение в ближайший к дому монастырь в Тадзриси. С 1019 года воспитывался в Хахульском монастыре, затем в 1022 году отправился в Константинополь, где изучает греческий язык и богословие. В 1034 году возвращается в Хахульский монастырь, где принимает монашество. После этого совершил паломничество в Иерусалим, жил в Сирии (около Антиохии), затем на Афоне, в 1039 году поступил в Иверский монастырь, все монахи которого были выходцами из Грузии. С 1044 года настоятель монастыря. Реорганизовал монастырь, превратив его в один из важнейших центров грузинской культуры.
Между 1052 и 1057 годами вынужден был отправиться в Антиохию к патриарху, так как Грузинская православная церковь была обвинена в ереси, а законность её автокефалии была поставлена под сомнение. Грузинская церковь вначале была подчинена патриарху Антиохийскому, но с VI века была фактически автономной. В начале XI века католикос Мелхиседек I принял сан патриарха, что не было признано Антиохийской церковью на том основании, что ни один из апостолов не совершал путешествие в Грузию, и, тем самым, Грузинская церковь не является апостольской. Опираясь на средневековые грузинские источники, Георгий привёл в качестве защиты свидетельства о путешествии апостола Андрея в Колхиду и Кавказскую Иберию, и в конце концов убедил патриарха признать автокефалию Грузинской церкви. Примерно в это же время Византия оставила попытки завоевать Грузию и заключила мир с Багратом IV.
Во время раскола христианской церкви в 1054 году занимал гораздо более умеренную позицию по отношению к Западной церкви, чем большинство восточных иерархов.
Грузинский царь Баграт IV неоднократно предлагал Георгию возглавить Грузинскую церковь. Георгий отверг все предложения, но согласился в 1058 году приехать в Грузию на пять лет. Он провёл реформы церкви, урегулировав её отношения с крепнущей царской властью. По пути на Афон в 1065 году остановился в Константинополе, куда был приглашён императором Константином X для богословского диспута. Получил разрешение императора на обучение грузинских студентов на Афоне. Умер, не доехав до Афона, 29 июня 1065 года в Афинах. Похоронен в Иверском монастыре на Афоне.
Написал жития основателей Иверского монастыря, Иоанна и Евфимия. Выполнил большое количество переводов на грузинский язык, в том числе тех книг Библии, которые до него не были переведены, а также сочинений Василия Кесарийского, Григория Нисского, Иоанна Дамаскина и других Отцов Церкви.
Был автором гимна, попавшего к Томасу Муру и послужившего основой для создания стихотворения «Evening bells», в вольном переводе Ивана Козлова «Вечерний звон» (либо попавшим непосредственно к Козлову). Документальных подтверждений легенды не существует.
Канонизирован Грузинской православной церковью, память отмечается 10 июля. Житие Георгия Мтацминдели составлено его учеником Георгием Мцире.
Имя Георгия Атонели носит улица в Тбилиси.